# Raiffeisenbank Eifel
Die Raiffeisenbank Eifel eG ist eine deutsche Genossenschaftsbank mit Sitz in der nordrhein-westfälischen Gemeinde Simmerath in der Städteregion Aachen. 

## Geschichte
Die ersten Kredit-Genossenschaften wurden im 19. Jahrhundert von Friedrich Wilhelm Raiffeisen als Vorschussvereine und Spar- und Darlehenskassenvereine gegründet. Die Idee war „Hilfe zur Selbsthilfe“ zu leisten.
Die Anfänge der Raiffeisenbank Eifel eG lassen sich auf den 24. Dezember 1925 datieren, als Landwirte, Handwerker, Kaufleute und Gewerbetreibende die Spar- und Darlehenskasse Rurberg eGmuH gründeten. Im Jahr 1965 fusionierte die Raiffeisenbank eGmbH Rurberg mit der Spar- und Darlehnskasse Strauch, Rollesbroich und Steckenborn eGmbH mit dem Sitz in Strauch, sowie 1967 mit der Spar- und Darlehnskasse eGmbH Eicherscheid mit dem Sitz in Eicherscheid (gegründet in den Jahren 1896, 1897 und 1905). Es folgte 1968 die Fusion mit der Spar- und Darlehnskasse Konzen und Umgebung eGmbH (gegründet in 1937) mit dem Sitz in Konzen und, infolgedessen, die neue Firmierung „Raiffeisenbank eGmbH“ mit dem Sitz in Simmerath. 1974 firmierte die Bank schließlich als „Raiffeisenbank eG“ mit Sitz in Simmerath.
Die Raiffeisenbank eG Simmerath fusionierte im Jahr 2002 mit der Raiffeisenbank Hürtgenwald eG mit ursprünglichem Sitz in Vossenack, später in Gey. Um den Bezug zu den Kommunen Simmerath, Monschau und Hürtgenwald auch namentlich herauszustellen, wurde am 9. Juni 2022 aus der Raiffeisenbank eG die Raiffeisenbank Eifel eG. 
Im Jahr 2023 fusionierte die Volksbank Haaren e. G. (gegründet am 18. April 1931 als Spar- und Darlehnskasse) mit Sitz in Waldfeucht-Haaren mit der Raiffeisenbank Eifel eG und wird seitdem als Volksbank Haaren, Zweigniederlassung der Raiffeisenbank Eifel eG geführt.
Seit 2025 wird die Raiffeisenbank Eifel eG, die mittlerweile eine Bilanzsumme von 800 Millionen Euro, einem Kundenvolumen von 1,6 Milliarden Euro und fast 120 Mitarbeitenden  vorweist, erstmals in ihrer Geschichte von einem Trio diplomierter Bankbetriebswirte geführt.

## Rechtsverhältnisse
Die Raiffeisenbank Eifel eG ist im Genossenschaftsregister beim Amtsgericht Aachen unter GnR 248 eingetragen.

## Organisationsstruktur
Rechtsgrundlagen sind das Genossenschaftsgesetz und die durch die Vertreterversammlung beschlossene Satzung. Organe der Bank sind der Vorstand, der Aufsichtsrat und die Vertreterversammlung.

## Sicherungseinrichtung
Die Raiffeisenbank Eifel eG ist der amtlich anerkannten Sicherungseinrichtung des Bundesverbandes der Deutschen Volksbanken und Raiffeisenbanken GmbH und der zusätzlichen freiwilligen Sicherungseinrichtung des Bundesverbandes der Deutschen Volksbanken und Raiffeisenbanken e.V. angeschlossen.

## Geschäftsausrichtung
Die Raiffeisenbank Eifel eG betreibt das Universalbankgeschäft. Im Verbundgeschäft arbeitet sie mit der DZ Bank, R+V Versicherung, Bausparkasse Schwäbisch Hall, Teambank, VR Smart Finanz, DZ Hyp und der Union Investment zusammen.

## Geschäftsgebiet
Das Geschäftsgebiet liegt im Süden der Städteregion Aachen, im Südwesten des Kreises Düren sowie im Westen des Kreises Heinsberg. Als Genossenschaftsbank setzt sich die Raiffeisenbank Eifel eG in ihrem Wirkungsraum für Nachhaltigkeit ein und fördert im Rahmen ihres Projektes „Mission CO-2“ unter anderen den Bau von Ladesäulen und Photovoltaik sowie Baumpflanzaktionen.
An diesen Orten betreibt die Bank Filialen:
- Simmerath (Hauptstelle, jur. Sitz)
- Roetgen (Geschäftsstelle)
- Haaren (Geschäftsstelle)
- Bocket (Geschäftsstelle)
- Kleinhau (Geschäftsstelle)
- Vossenack (SB-Geschäftsstelle)
- Rurberg (SB-Geschäftsstelle)
- Monschau (SB-Geschäftsstelle)